# Tomasz Łubieński

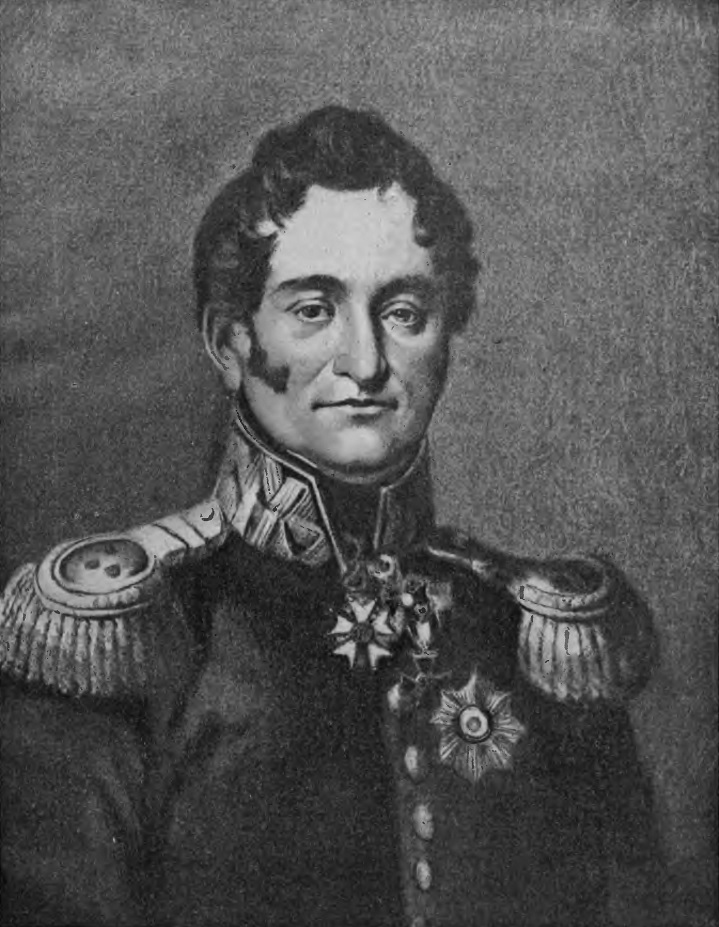
Tomasz Łubieński als General

Tomasz Andrzej Adam Łubieński Herb Pomian (* 24. Dezember 1784 in Szczytniki Kreis Kalisz; † 27. August 1870 in Warschau) war Baron des Ersten Kaiserreichs, polnischer General, Senatoren-Kastellan Kongresspolens im Jahr 1829, Unternehmer und preußischer Graf.

## Leben

### Kindheit und Jugend

Herb Baronowski, Wappen von Tomasz Łubieński

Tomasz war das zweite Kind von neun Geschwistern. Sein Vater, Feliks Łubieński (1758–1848) aus dem Adelsgeschlecht Łubieński (Wappenzweig Herb Baronowski), war Justizminister des Herzogtums Warschau. Seine Mutter Tekla Teresa Bieliński (1767–1810) war eine bekannte Poetin und Dramatikerin und fungierte als Übersetzerin. Im Alter von sechs Jahren wurde Tomasz Łubieński in der Kadettenschule des nationalen Kavalleriekorps eingeschrieben und zwei Jahre später zum Fähnrich befördert und die nächsten Jahre im Fechten und Reiten ausgebildet. Im Jahr 1801 wirkte er bei der polnischen Gesellschaft in Wien und nahm dort ein paar Monate lang Unterricht in Musik und Tanz. Anschließend arbeitete er im Handelsbüro des Warschauer Familienunternehmens, das sein Onkel väterlicherseits, Antoni Protazy Potocki gegründet hatte, der aus der Familie Potocki stammte.

### Militärkarriere

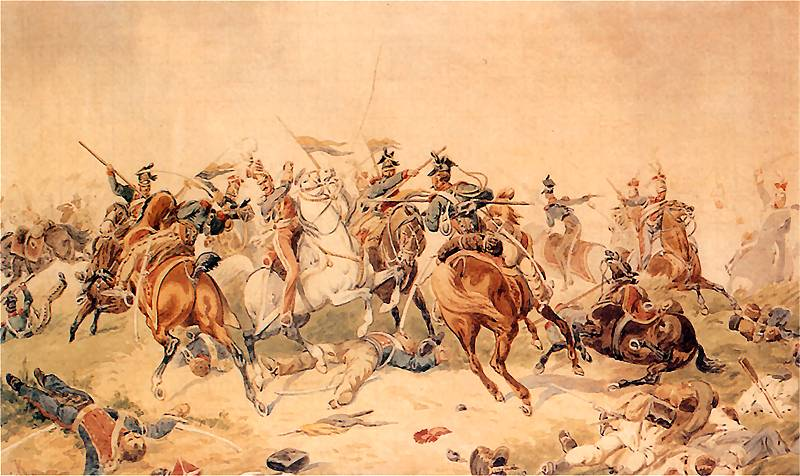
Polnische Reiterei in der Schlacht bei Wagram

Im Jahre 1806 – nach Einmarsch der Franzosen im Großherzogtum Warschau – trat Tomasz Łubieński der polnischen Ehrengarde für Napoleon bei, die aus der aristokratischen polnischen Jugend zusammengesetzt war. Am 12. Dezember 1805 heiratete er Konstanzja Ossolinski (1783–1868), die eine starke Mitgift in Form von Vermögenswerten und Ländereien im Raum Chełm in die Ehe einbrachte. Aus dieser Ehe stammte der im folgenden Jahr geborene Sohn Napoleon Leon.
Am 14. Oktober 1806 verpflichtete er sich zum Waffendienst im französischen Heer und übernahm das 1. Chevauleger-Regiment der leichten polnischen Ulanen der Kaiserlichen Garde, mit der er am 26. Dezember an der Schlacht bei Pułtusk teilnahm. 1808 kämpfte er mit seinen Ulanen in Spanien und nahm an der Schlacht von Somosierra teil. Am 5. April 1809 erhielt er das Großkreuz der Ehrenlegion und kämpfte mit seiner polnischen Reiterei in der Schlacht von Essling (22. Mai) und Wagram (6. Juli). Die polnische Legion wurde dem Korps des Marschall Oudinot zugeteilt, nahm am Russlandfeldzug teil, Łubieński wurde nach seinem Einsatz in der Schlacht an der Beresina von Napoleon zum Baron des Kaiserreiches erhoben. 1813 kämpfte er bei Kulm, in der Schlacht von Dresden, in der Völkerschlacht bei Leipzig und bei Hanau. Am 15. März 1814 wurde er zum Brigadegeneral der französischen Armee befördert. 1815 erhielt er in der polnischen Armee den Rang eines Generalmajor und erhielt den Auftrag, den Finanzetat der polnischen Truppen im französischen Heeresdienst zu regulieren. Im selben Jahr erhielt er erstmals den Order Świętego Stanisława II (Orden des Hl. Stanisław II.) verliehen. Aus Unstimmigkeiten mit dem russischen Statthalter Großfürst Konstantin Pawlowitsch trat er 1816 aus dem Militärdienst aus und wurde vorrangig Politiker und Unternehmer.

### Im Novemberaufstand

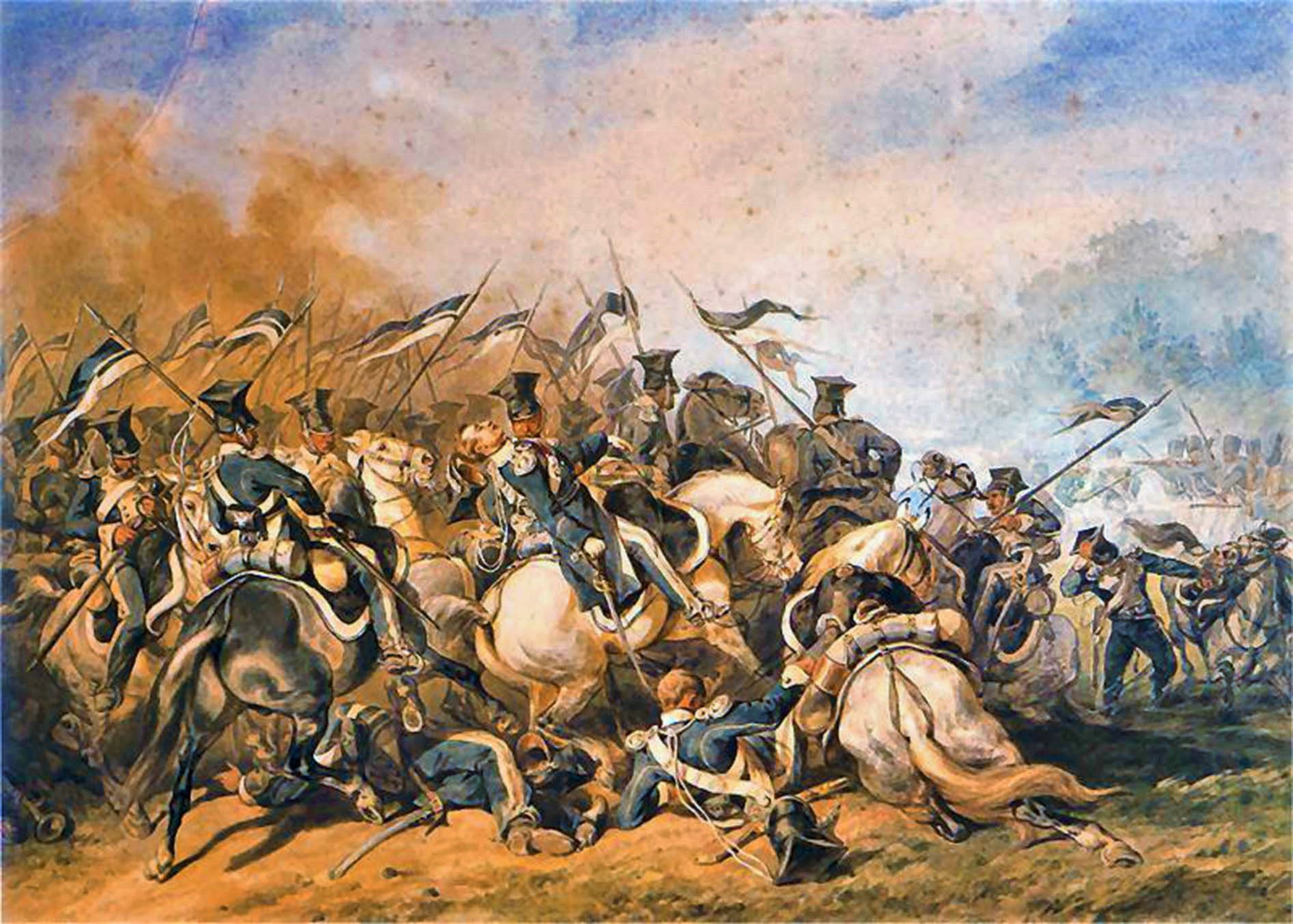
Schlacht bei Ostrołęka

Als Senator unterzeichnete er nach dem Novemberaufstand in Warschau am 25. Januar 1831 des folgenden Jahres den Akt der Entthronung des Zaren Nikolaus I. General Joseph Chlopicki und Ignacy Prądzyński beschuldigten ihn des Verrats, nachdem er in der Schlacht bei Grochów (25. Februar) einen Kavallerie-Angriffs verweigerte. Am 1. Juni wurde er zum Generalleutnant ernannt und übernahm die Organisation und Versorgung der Hauptstadt. Am 19. August begann die russische Armee unter Feldmarschall Iwan Paskewitsch die Belagerung der Hauptstadt Warschau. Am 20. August rückten polnische Truppen unter Łubieński in Richtung Płock vor, durchbrachen die Einkreisung der Hauptstadt und brachten dringend benötigten Nachschub nach Warschau zurück. Um seine früheren diplomatischen Kanäle zu nutzen, wurde er am 8. September beauftragt, die Unterhandlungen zur Übergabe von Warschau mit Paskiewitsch einzufädeln. Die Mitglieder der Patriotischen Vereinigung von Warschau und andere politische Gegner kritisierten Łubieński mehrmals lautstark und beschuldigten ihn, den Rücktritt von General Rybinski betrieben zu haben und den Aufstand des polnischen Volkes zu sabotieren. Wegen seiner Vergangenheit und wegen seiner Vision zur politischen Situation Polens unter russischer Oberhoheit erreichte er am 24. November 1831 in Moskau eine Audienz beim Zaren Nikolas I.

## Der Unternehmer

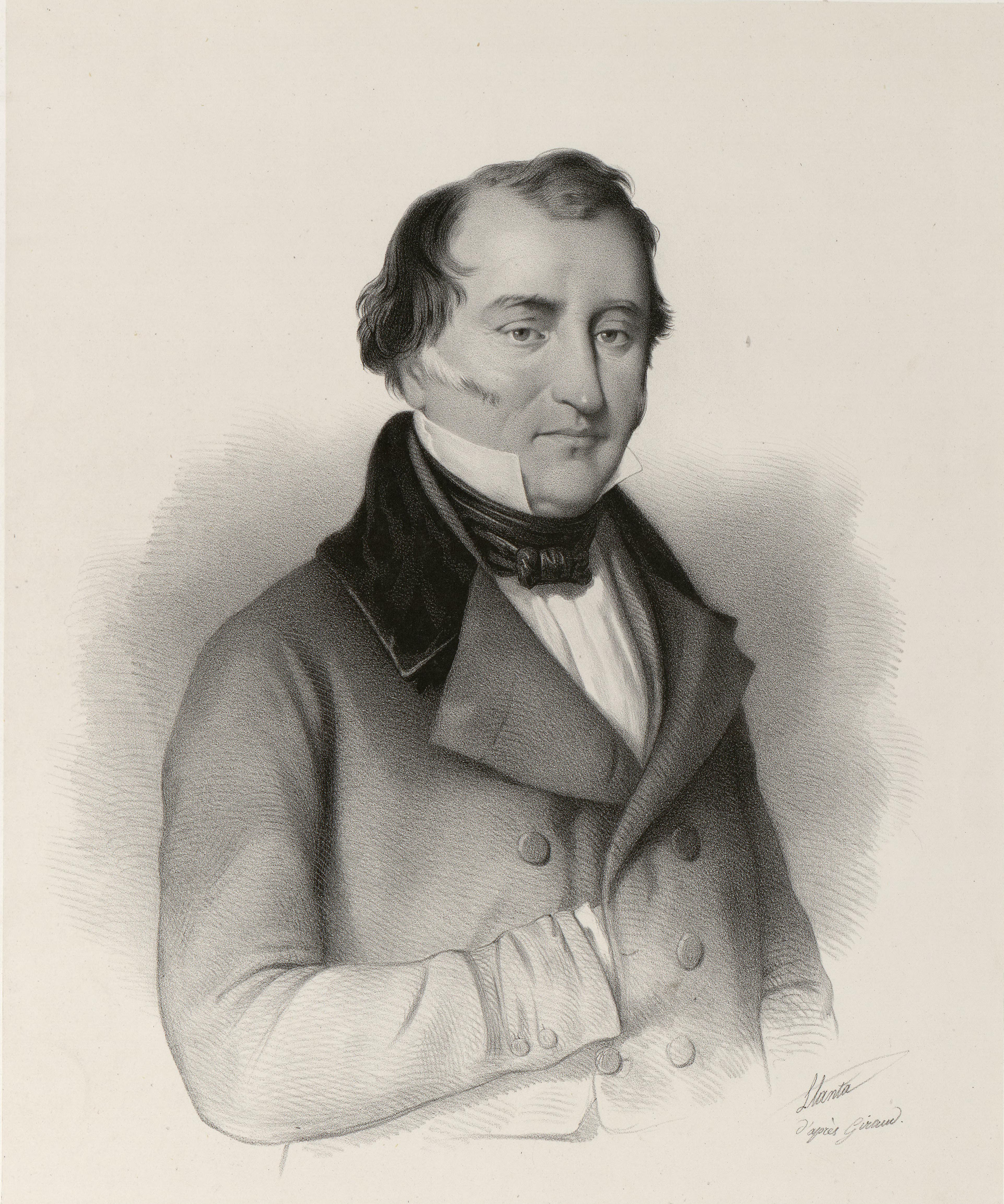
Tomasz Łubieński

Im zivilen Leben übernahm Tomasz Łubieński wichtige wirtschaftliche und politische Aktivitäten. 1825 war er Mitbegründer der Landes-Kredit-Gesellschaft und beteiligte sich aktiv an der Organisation ihrer Provinzzweige, von 1826 bis 1828 war er einer der Anstalts-Direktoren. Sein Mentor in der Geschäftstätigkeit war sein erfahrener Bruder Henryk, einer der Organisatoren und Präsidenten der Bank Polska. Łubieński und sein Bruder gründeten 1830 unter dem Namen „Bracia Łubieńscy“ eine Fabrik zur Herstellung von Dampfmaschinen und 1827 eine weitere in der Region Guzowski Ruda in Masowien. Er reiste 1839 nach London zur Lukrierung neuer Wirtschaftsaufträge, an denen er sich beteiligte. Er bemühte sich dort um die Finanzierung der Eisenbahnstrecke Warschau-Wien und war in den Jahren 1840 bis 1841 Baudirektor dieser Bahnstrecke. Er zog sich aus dem aktiven Leben nach Warschau zurück, nachdem sein Bruder Henryk Łubieński wegen eines schweren Bankbetrugs angeklagt und zu vier Jahren Gefängnis verurteilt wurde. Um seinem Bruder zu helfen und vor allem um die Ehre der Familie zu retten, deckte er die Schulden seines Bruders. Während der Wiederbelebung der nationalen Hoffnungen der Polen in den Jahren 1861 bis 1863 war er bereits zu krank, um sich aktiv am öffentlichen Leben zu beteiligen.